# NaLyssa Smith
Pour les articles homonymes, voir Smith.
NaLyssa Smith, née le 8 août 2000, est une joueuse professionnelle de basket-ball qui évolue dans le championnat nord-américain de basket-ball, la Women's National Basketball Association (WNBA). Elle joue au basket-ball à l'université de Baylor où elle remporte le championnat NCAA en 2019. Elle est draftée par le Fever de l'Indiana en 2022.

## Biographie

### Jeunesse
Smith grandit à San Antonio, elle joue au basket-ball au lycée East Central High School.
Pendant sa première année, Smith est désignée par ESPN comme une recrue cinq étoile, ESPN classe Smith n°13 au classement général et n°4 à son poste.
Lors de son année junior, Smith finit la saison avec des moyennes de 23,2 points, 17,5 rebonds et 5,0 contres par match. Elle est sélectionnée dans la deuxième équipe All-America et Super Team.
En 2018, avec des moyennes de 23,4 points, 13,7 rebonds et 3,4 contres par match en tant que senior, elle est nommée au trophée de Morgan Wootten Girls High School. Elle est aussi demi-finaliste du trophée Naismith Trophy Girls High School année et est nommée dans les équipes, McDonald's All-American, Naismith Trophy National High School All-American first team selection, Jordan Brand Classic All-American et elle est l'une des cinq joueuses nommées dans l'équipe All-American 2018 SLAM Magazine.

### Carrière universitaire
Après ses années lycée, NaLyssa Smith choisit de jouer pour l'université de Baylor plutôt que pour les universités de South Carolina, Ohio State ou Louisville. De 2018 à 2022, Smith compile 2 048 points et 1 098 rebonds, faisant d'elle la septième joueuse de l'histoire de Baylor à atteindre au moins 2 000 points et 1 000 rebonds dans sa carrière universitaire. Smith est deux fois joueuse All-Big 12 de l'année et elle fait partie de l'équipe All-Big 12 lors de ses trois dernières années. Smith est une fois championne NCAA en 2019 lors de sa première saison.
NaLyssa Smith termine sa carrière à Baylor comme l'une des joueuses les plus décorées de l'histoire.

#### Freshman
Dès la première saison de Smith en NCAA, les Bears de Baylor dominent leur conférence et terminent à la première place avec un bilan de 28 victoires pour 1 défaite. Les Bears de Baylor se qualifient pour les playoffs de la division régional Greensboro où elles affrontent les Hawkeyes de l'Iowa. Baylor gagne le match 85-53 et se qualifie pour le Final four. Baylor remportent le Final four contre l'université de Notre-Dame 82-81 et devient champion NCAA 2019.
NaLyssa Smith est la seule joueuse de Baylor à avoir disputé les 38 matchs de la saison. Elle est titulaire lors d'un seul match et joue en moyenne 15,3 minutes par match. En fin de saison régulière ses statistiques sont de 8,4 points, 5,1 rebonds et 0,4 passe par match. Smith est nommée sixième femme de l'année de la conférence Big 12.

#### Sophomore
Pour sa deuxième année, Smith est promue dans le cinq de départ de Baylor. Elle améliore ses moyennes finissant avec 14,3 points et 8 rebonds par match ce qui lui vaut une sélection dans la All-Big 12 First Team 2020. Durant la saison, Smith réalise 11 double-doubles. Avec Baylor, Smith finit première de la Big 12 Conference avec 28 victoires pour 2 défaites. La saison 2019-2020 est arrêtée en raison de la pandémie de Covid-19.

#### Junior
La nouvelle saison reprend le 25 novembre 2020. Les Bears de Baylor finissent premières de la Big 12 Conference avec 25 victoires pour 5 défaites, mais Baylor perd en finale régionale contre UConn 67-69. Smith remporte le trophée de joueuse de l'année de la Big 12.
Smith continue d'améliorer ses statistiques en finissant la saison avec des moyennes de 18 points, 8,9 rebonds et 1,2 passe le tout en jouant 31 matchs et avec une moyenne de 30,5 minutes par match. Sa saison lui vaut de nombreux prix, tels que le trophée Wade, le prix Katrina McClain et les distinctions All-American de l'Associated Press, de la Women's Basketball Coaches Association et de la United States Basketball Writers Association.

#### Senior
La dernière saison de NaLyssa Smith avec Baylor se termine au deuxième tour du tournoi NCAA contre l'université de South Dakota. Smith réalise sa meilleure saison au niveau des statistiques avec des moyennes de 22,1 points et 11,5 rebonds par match. Smith est titulaire durant les 35 matchs de la saison en jouant 32,9 minutes de moyenne par match. Smith finit meilleure joueuse de la Big 12 et elle est nommée dans la All-Big 12 Firt team et la All-Big 12 Defensive Team.
Smith reçoit le prix Katrina McClain en tant que meilleure attaquante du pays pour la deuxième fois consécutive devenant la deuxième personne de l'histoire à remporter le titre deux fois consécutivement après Ruthy Hebard. Smith remporte sept distinctions All-America différentes ainsi que des sélections en équipe première par Sports Illustrated, The Athletic, Associated Press, USBWA, la WBCA, et le prix John R. Wooden. 

### Carrière professionnelle

#### En WNBA
NaLyssa Smith est draftée en 2e position le 11 avril lors de la draft 2022 par le Fever de l'Indiana. Les sites spécialisés donnaient Smith en deuxième position derrière Rhyne Howard, Smith est d'écrite comme une athlète incroyable qui excelle en transition, une solide rebondeuse et défenseure et une finisseuse efficace autour du panier. Elle a un vrai potentiel de star, surtout si elle continue à peaufiner son jeu offensif.
Malgré la faible saison collective du Fever de l'Indiana qui finit avec seulement 5 victoires pour 31 défaites, Smith est sélectionnée dans l'équipe All-Rookie Team. Smith dispute 32 match au cours de la saison pour des moyennes de 13,5 points, 7,9 rebonds et 1,4 passes décisives et tire à 41,9 %. Elle fait partie des sept joueuses à avoir des moyennes d'au moins 13 points, 7,5 rebonds et une passe décisive par match rejoignant Sylvia Fowles, Jonquel Jones, Candace Parker, Breanna Stewart, Alyssa Thomas et A'ja Wilson. Smith est la deuxième meilleure rookie de l'histoire du Fever en nombre de point (433), la troisième meilleure rookie en nombre de rebonds (253) et la troisième meilleure rookie en nombre de double-double (8).
Les vastes compétences de Smith lui permettent d'obtenir une invitation au WNBA Skills Challenge, dans le cadre du WNBA All-Star Weekend à Chicago. Après la saison, Smith est également invitée au camp d'entraînement de l'équipe nationale féminine de basket-ball des États-Unis en vue de la coupe du monde 2022.
Smith réalise un double-double (13 points et 13 rebonds) pour son premier match de la saison contre les Mystics de Washington. Le 19 juin, Smith établit son record de points contre le Sky de Chicago en mettant 26 points, dans le même match elle prend 11 rebonds ce qui permet à son équipe de gagner contre les championnes en titre.
Début 2025, elle est transférée aux Wings de Dallas dans le cadre d'une transaction impliquant quatre franchises. Le 30 juin 2025, elle est transférée par les Wings aux Aces de Las Vegas contre leur premier choix de draft 2027

## Statistiques

### États-Unis

#### Université
| Champion NCAA | Gras/Meilleures performances | [ 18 ] |

| Saison                    | Équipe                    | Matchs | Titul. | Min./m | % Tir | % 3pts | % LF | Rbds/m. | Pass/m. | Int/m. | Ctr/m. | Pts/m. |
| ------------------------- | ------------------------- | ------ | ------ | ------ | ----- | ------ | ---- | ------- | ------- | ------ | ------ | ------ |
| 2018-2019                 | Bears de Baylor           | 38     | 1      | 15,3   | 54,3  | 11,1   | 68,1 | 5,1     | 0,4     | 0,4    | 0,4    | 8,4    |
| 2019-2020                 | Bears de Baylor           | 28     | 27     | 24,1   | 58,6  | 0,0    | 74,6 | 8,0     | 0,6     | 0,9    | 0,6    | 14,3   |
| 2020-2021                 | Bears de Baylor           | 31     | 31     | 30,5   | 56,1  | 21,4   | 79,2 | 8,9     | 1,2     | 1,2    | 0,8    | 18,0   |
| 2021-2022                 | Bears de Baylor           | 35     | 35     | 32,9   | 55,0  | 23,7   | 79,5 | 11,5    | 1,1     | 0,7    | 1,1    | 22,1   |
| Total : moyenne par match | Total : moyenne par match |        |        | 25,4   | 55,8  | 20,0   | 76,8 | 8,3     | 0,8     | 0,8    | 0,7    | 15,5   |
| Totaux                    | Totaux                    | 132    | 94     | 3 349  | 809   | 13     | 417  | 1 098   | 108     | 103    | 96     | 2 048  |

#### WNBA
| Gras/Meilleures performances | [ 19 ] |

| Saison | Équipe  | MJ | M5 | Min  | %T   | %3   | %LF  | Rb  | PD  | Int | Ctr | BP  | F   | Pts  |
| ------ | ------- | -- | -- | ---- | ---- | ---- | ---- | --- | --- | --- | --- | --- | --- | ---- |
| 2022   | Indiana | 32 | 32 | 30,7 | 41,9 | 38,1 | 61,8 | 7,9 | 1,4 | 0,5 | 0,3 | 2,4 | 2,9 | 13,5 |
| 2023   | Indiana | 31 | 28 | 28,5 | 47,7 | 28,4 | 67,7 | 9,2 | 1,4 | 0,3 | 0,3 | 2,7 | 3,0 | 15,5 |
| Total  | Total   | 32 | 32 | 30,7 | 41,9 | 38,1 | 61,8 | 7,9 | 1,4 | 0,5 | 0,3 | 2,5 | 3,0 | 13,5 |

## Palmarès et distinctions

### Distinctions personnelles

#### En WNBA
- 1× WNBA All-Rookie Team en 2022

#### Université
- 2× Katrina McClain Award en 2021 et 2022

## Revenus et sponsoring

### Salaires WNBA
| Année       | Équipe  | Salaire  |
| ----------- | ------- | -------- |
| 2022        | Indiana | 72 141 $ |
| Total Gains |         | 72 141 $ |
| 2023        | Indiana | 73 584 $ |
| 2024        | Indiana | 80 943 $ |

NaLyssa Smith signe un contrat rookie de 3 ans de 226 668 $ avec le Fever de l'Indiana, incluant un salaire annuel moyen de 75 556 $. En 2023, Smith gagnera un salaire de base de 73 584 $. Pour la saison 2025 le Fever de l'Indiana à une option d'equipe de 91 981 $.

### Sponsors
NaLyssa Smith signe un contract avec l'équipementier Puma au debut de sa première saison en WNBA. Nick DePaula (consultant chez ESPN) annonce que NaLyssa Smith et Puma se sont mis d’accord pour un contrat chaussure qui porte sur plusieurs saisons. NaLyssa Smith commence sa carrière WNBA avec la Puma MB.01 dans son coloris « Red Blast ».

## Pour approfondir